# لیگ برتر فوتبال امارات ۲۴–۲۰۲۳
لیگ برتر فوتبال امارات ۲۴–۲۰۲۳ چهل و نهمین دوره از مسابقات لیگ برتر امارات، بالاترین سطح لیگ فوتبال امارات می باشد. باشگاه فوتبال الوصل امارات در این فصل قهرمان شد.

## تیم‌ها
۱۴ تیم در این دوره حضور دارند.
- شباب الاهلی
- الجزیره
- العین
- الشارجه
- الخلیج خور فکان
- الوصل
- الاتحاد کلبا
- البطائح
- بنی یاس
- حتا
- الوحده
- الامارات
- النصر
- عجمان